# 24 heures (Montréal)
Pour les articles homonymes, voir 24 heures.
Le 24 heures (d'abord connu sous le nom de 24H Montréal) est un journal gratuit publié à Montréal par Québecor Média, une division de Québecor inc. L'édition papier était originairement publiée du lundi au vendredi. Depuis février 2021 toutefois, elle parait une fois par semaine.
24 heures a également un site Internet et une page Facebook qui présentent un contenu similaire.

## Historique
À l'origine, son principal concurrent était le journal Métro, autre quotidien gratuit montréalais. De 2011 à 2015, 24H Montréal était distribué à l'intérieur des stations de métro; remplaçant Métro selon une entente d'exclusivité de 5 ans avec la Société des transports de Montréal. Pour la période de 2016 à 2020, la STM, respectant son principe d'alternance, redonne l'exclusivité de l'intérieur des stations à Métro. Pour écouler le maximum de copies, des camelots sont postés devant l'entrée des stations, offrant le journal de main à main, du matin jusqu'au soir.

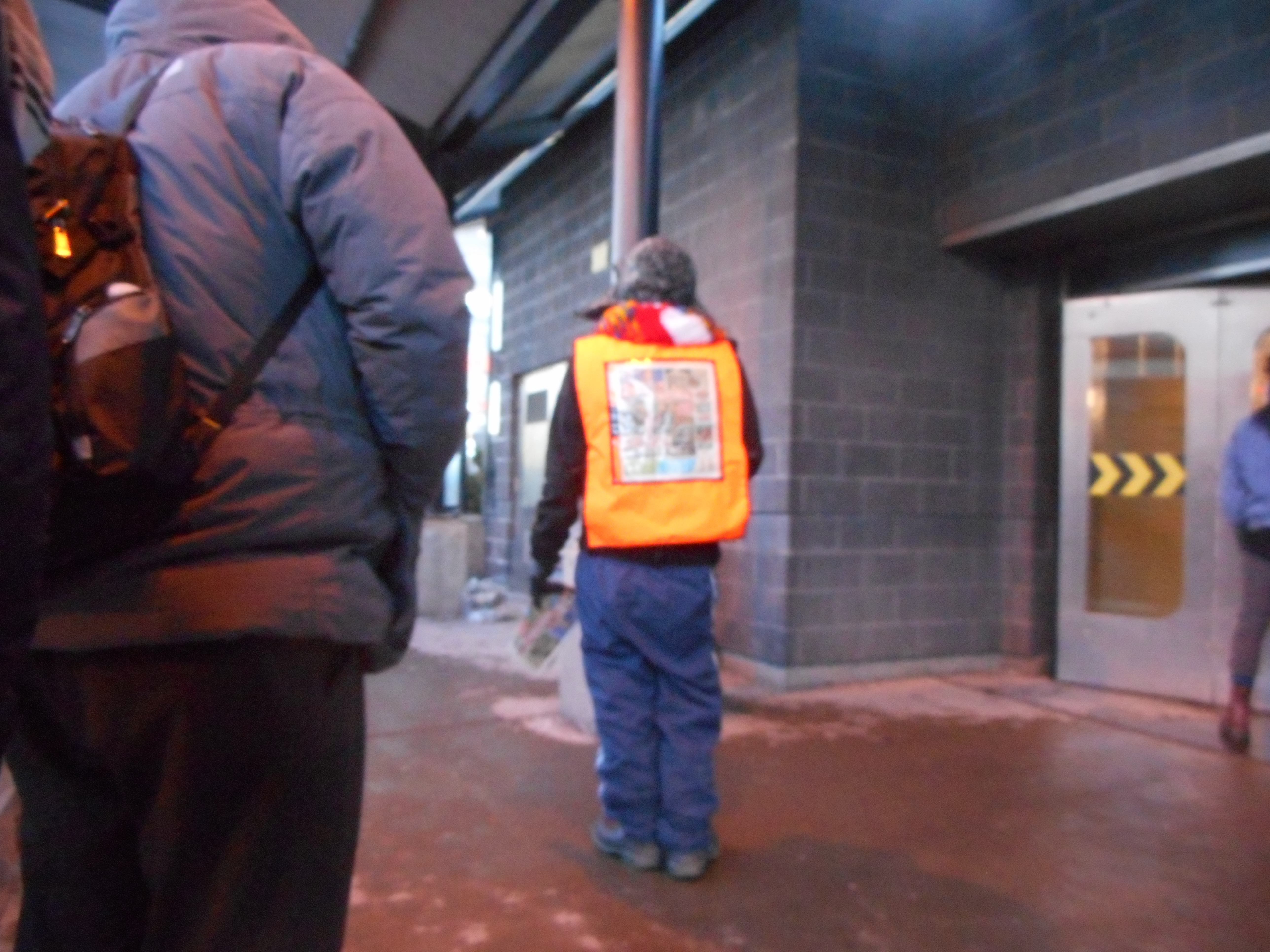
Camelot.
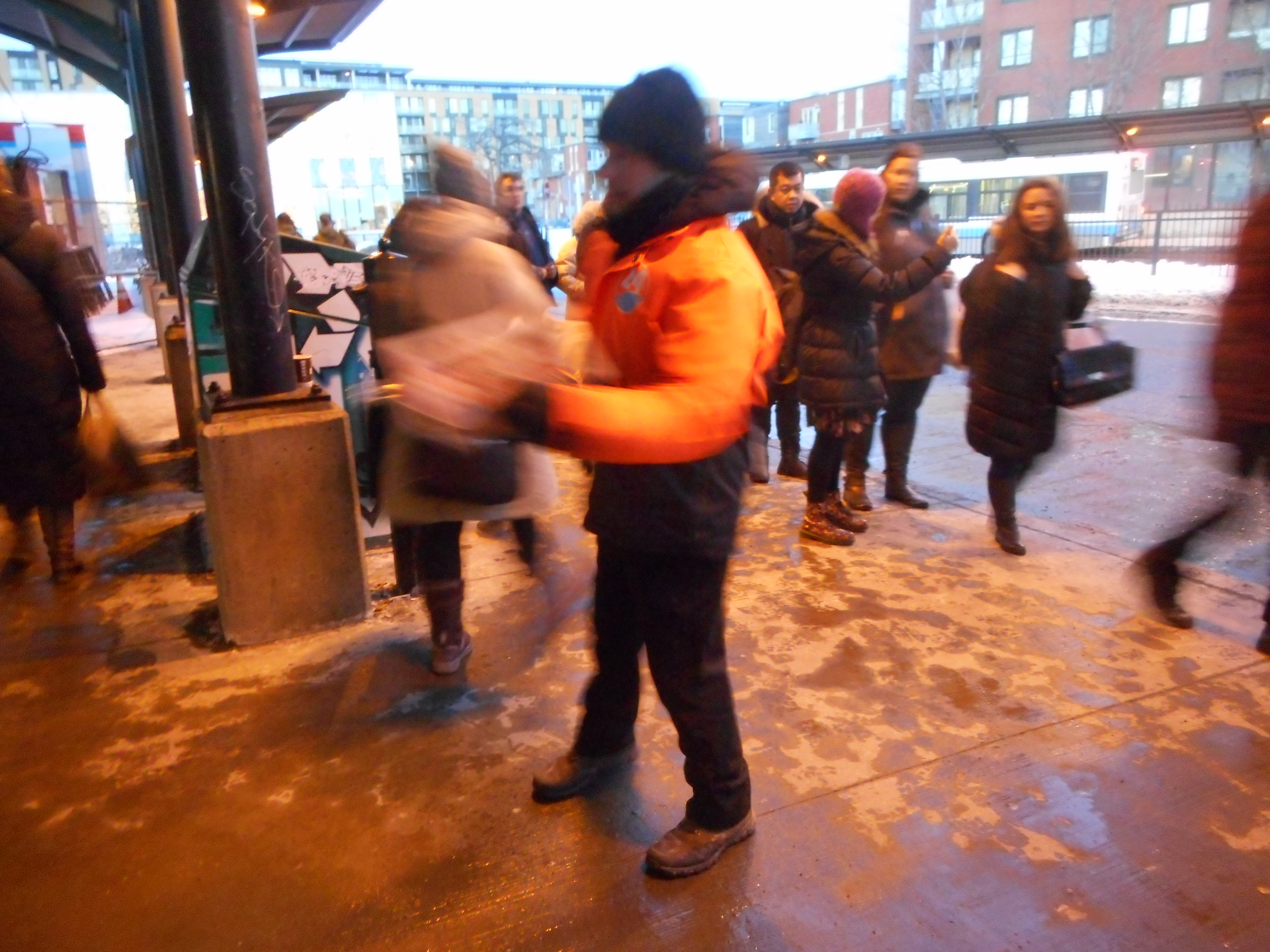
Station Rosemont.

Un cahier culturel, ici Week-end, s'est ajouté en mai 2009 à l'édition du jeudi. Depuis, il a été déplacé à l'édition du vendredi.

## Identité visuelle (logotype)

Ancien logo
Logo de la rubrique culturelle ici Week-end
Logo utilisé jusqu'en février 2021